# Miłuki (Pasym)
Miłuki (deutsch Milucken) ist ein kleines Dorf in der polnischen Woiwodschaft Ermland-Masuren. Es gehört zur Gmina Pasym (Passenheim) im Powiat Szczycieński (Kreis Ortelsburg).

## Geographische Lage
Miłuki liegt am Nordwestufer des Großen Kalbensees (polnisch Jezioro Kalwa) in der südlichen Mitte der Woiwodschaft Ermland-Masuren, 19 Kilometer nordwestlich der Kreisstadt Szczytno (deutsch Ortelsburg).

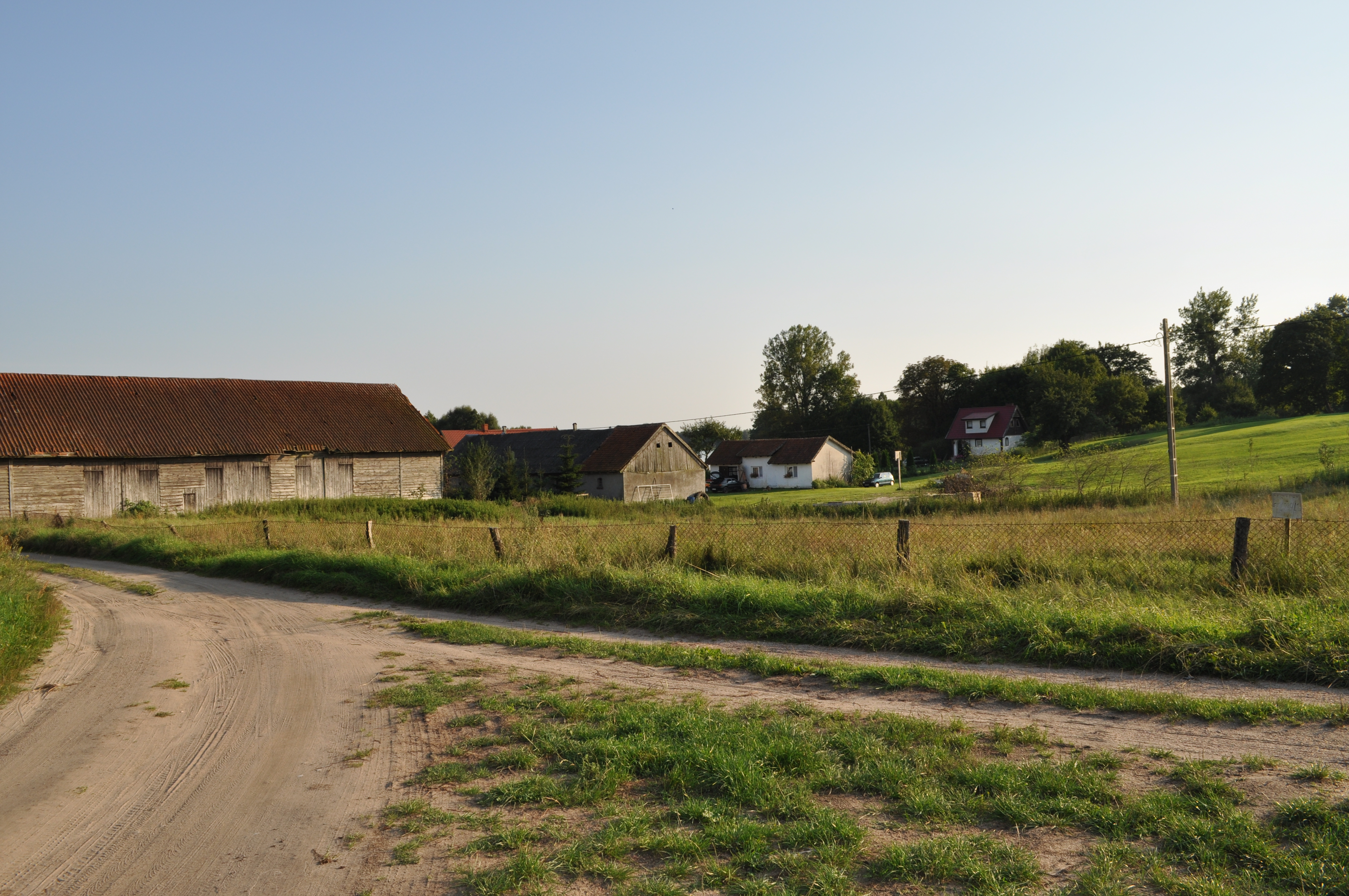
Ortsansicht von Miłuki

## Geschichte
Gegründet wurde Milucken (vor 1785 Millucken, nach 1785 Milugken, nach 1820 Milukken, nach 1871 Miluken) im Jahre 1389. Am 12. Juni jenes Jahres verschrieb Konrad Zöllner von Rotenstein dem Miluck Land zu cöllmischem Recht nebst freier Fischerei im Kalnebsee. 1429 wurde das Privileg von Paul von Rußdorf erneuert. Im 16. und 17. Jahrhundert wurde Milucken unter den Freidörfern genannt. 1781 gab es die Auskunft: „Dorf Milugken: 1 Hufe culm. Dorfwald. Der Bedarf an Bau- und Brennholz muß aus der kgl. Allensteiner Forst beschafft werden. Das Heu muß von adligen Gütern gekauft werden. Die Vermögensumstände der Einwohner sind mittelmäßig“.
Zwischen 1874 und 1945 war Milucken in den Amtsbezirk Scheufelsdorf (polnisch Tylkowo) im ostpreußischen Kreis Ortelsburg eingegliedert. 121 Einwohner waren im Jahre 1910 in Milucken registriert. Ihre Zahl belief sich 1933 auf 113 und 1939 auf 117.
In Kriegsfolge wurde Milucken 1945 mit dem gesamten südlichen Ostpreußen an Polen überstellt. Das Dorf erhielt die polnische Namensform „Miłuki“ und bildet heute zusammen mit dem Nachbarort Michałki (Michelsdorf) ein Schulzenamt (polnisch Sołectwo) im Verbund der Stadt-und-Land-Gemeinde Pasym (Passenheim) im Powiat Szczycieński (Kreis Ortelsburg), bis 1998 der Woiwodschaft Olsztyn, seither der Woiwodschaft Ermland-Masuren zugehörig. Im Jahre 2011 zählte Miłuki 25 Einwohner.

## Kirche
Milucken war bis 1945 in die evangelische Kirche Passenheim in der Kirchenprovinz Ostpreußen der Kirche der Altpreußischen Union sowie in die römisch-katholische Kirche der Stadt im Bistum Ermland eingepfarrt.
Heute gehört Miłuki zur evangelischen Kirche Pasym in der Diözese Masuren der Evangelisch-Augsburgischen Kirche in Polen und außerdem zur katholischen Kirche der Stadt Pasym, die jetzt dem Erzbistum Ermland angehört.

## Verkehr
Miłuki ist auf einer Nebenstraße zu erreichen, die bei Tylkowo (Scheufelsdorf) von der polnischen Landesstraße 53 (frühere deutsche Reichsstraße 134) abzweigt und über Michałki (Michelsdorf) direkt in das Dorf führt. Außerdem besteht eine Straßenverbindung mit dem Nachbarort Krzywonoga (Krummfuß). Eine Anbindung an den Bahnverkehr besteht nicht.